# Louis Gomis
Louis Gomis (ur. 3 grudnia 1974 w Dakarze) – senegalski piłkarz występujący na pozycji napastnika.

## Kariera klubowa
Gomis rozpoczynał karierę w senegalskim zespole ASC Yeggo, z którego przeszedł w 1996 roku do tunezyjskiego CS Sfaxien (Division Nationale). W 1998 roku zdobył z nim Puchar CAF. W tym samym roku odszedł do także pierwszoligowego Étoile du Sahel, w którym spędził sezon 1998/1999.
Następnie został zawodnikiem belgijskiego KFC Lommel. W Division 1 zadebiutował 7 sierpnia 1999 w wygranym 1:0 meczu z KSC Lokeren. W sezonie 1999/2000 zajął z klubem ostatnie, 18. miejsce w lidze i spadł z nim do Division 2. Wówczas jednak odszedł z klubu i przeniósł się do niemieckiego 1. FC Nürnberg, grającego w 2. Bundeslidze. W sezonie 2000/2001 zwyciężył z nim rozgrywkach ligowych i awansował do Bundesligi. Swój pierwszy mecz rozegrał w niej 28 lipca 2001 przeciwko Borussii Dortmund (0:2), zaś 5 sierpnia 2001 w wygranym 2:0 spotkaniu z SC Freiburg strzelił swojego pierwszego gola w Bundeslidze.
W 2002 roku przeszedł do drugoligowego MSV Duisburg i spędził tam sezon 2002/2003. Następnie grał w belgijskim RAEC Mons (Division 1), cypryjskim Apollonie Limassol (Protathlima A’ Kategorias), francuskim Angers SCO (Ligue 2), tunezyjskich drużynach CS Sfaxien oraz CS Hammam-Lif (obie z CLP-1), a także w niemieckim klubie Berliner AK 07, grającym w Oberlidze.
W 2008 roku zakończył karierę.

## Statystyki
| Rozgrywki                 | Poziom | Kraj    | Mecze | Bramki |
| ------------------------- | ------ | ------- | ----- | ------ |
| Division 1                | I      | Belgia  | 32    | 5      |
| Protathlima A’ Kategorias | I      | Cypr    | 6     | 1      |
| Bundesliga                | I      | Niemcy  | 25    | 2      |
| 2. Bundesliga             | II     | Niemcy  | 49    | 12     |
| Ligue 2                   | II     | Francja | 6     | 1      |

## Kariera reprezentacyjna
W latach 1995–1997 Gomis rozegrał 14 spotkań i zdobył 2 bramki w reprezentacji Senegalu.